# Eilema pallidicosta
Eilema pallidicosta är en fjärilsart som beskrevs av Paul Mabille 1900. Eilema pallidicosta ingår i släktet Eilema och familjen björnspinnare. Inga underarter finns listade i Catalogue of Life.